# Jadanî, Illinți
Jadanî (în ucraineană Жадани) este localitatea de reședință a comunei Jadanî din raionul Illinți, regiunea Vinnița, Ucraina.

## Demografie
Componența lingvistică a localității Jadanî
     Ucraineană (98,51%)
     Rusă (1,49%)
Conform recensământului din 2001, majoritatea populației localității Jadanî era vorbitoare de ucraineană (98,51%), existând în minoritate și vorbitori de rusă (1,49%).

## Legături externe
- pl Żadany, dawniej Żadanówka, wieś przy ujściu rzeczki Skiby od lewego brzegu do rzeki Sobi în Dicționarul geografic al Regatului Poloniei și al altor țări slave, volum XIV (Worowo — Żyżyn) 1895